# La Cellette (Creuse)
La Cellette è un comune francese di 271 abitanti situato nel dipartimento della Creuse nella regione della Nuova Aquitania.

## Società

### Evoluzione demografica
Abitanti censiti